# Мелоцо да Форли
Мелоцо да Форли (итал. Melozzo di Giuliano degli Ambrosi — Melozzo da Forlì; Равена, 1438 — Форли, 8. новембра 1494) био је ренесансни сликар умбријске школе и један од истакнутих мајстора фреско сликарства XV вијека. Први пут га се помиње у Форлију 1460. и 1464. године, док је између 1465. и 1475. највјероватније радио у Урбину гдје је дошао у контакт са Пјером де ла Франческом, архитектом Донатеом Брамантеом али и неким фламанским и шпанским сликарима који су радили за Федерика да Монтефелтра. Мелоцо је највероватније радио са Педром Беругетеом на декорацији војводске палате у Урбину. 
Након 1475. Мелоцо одлази из Урбина у Рим, гдје је нешто раније имао неке темпоралне послове. Његово најважније дјело у Риму, довршено 1477. године, је фреска која се налази у библиотеци римског папе Сикста IV у Ватикану. 